# Pablo Álvarez Menéndez
Pour les articles homonymes, voir Pablo Álvarez et Álvarez.
Pablo Álvarez Menéndez, né le 7 février 1985 à Montevideo, est un footballeur uruguayen. Il occupe actuellement le poste de défenseur au Panserraikos FC.

## Carrière

### En club
Il a fait ses débuts en Série A le 7 octobre 2007 contre Palerme.

### En sélection
Pablo Álvarez compte une sélection avec l'Uruguay, depuis le 12 septembre 2007 et un match amical disputé à Johannesbourg contre l'Afrique du Sud.